# Journal of Applied Polymer Science
Das Journal of Applied Polymer Science (abgekürzt J. Appl. Polym. Sci.) ist eine wissenschaftliche Fachzeitschrift, die im Peer-Review-Verfahren bei John Wiley & Sons erscheint. Die Zeitschrift erschien erstmals 1959 und behandelt die Anwendungen synthetischer und aus erneuerbarer Quellen gewonnener Polymere, darunter Batterien, Brennstoffzellen, Organische Elektronik, biomedizinische Implantate und die Verabreichung, Beschichtung und Verpackung von Arzneimitteln. Der Impact Factor lag 2022 bei 3,0. Chefredakteur ist Stefan Spiegel.